# منتخب سلوفاكيا تحت 17 سنة لكرة القدم
منتخب سلوفاكيا تحت 17 سنة لكرة القدم (بالسلوفاكية: Slovenské národné futbalové mužstvo do 17 rokov)‏ هو ممثل سلوفاكيا الرسمي في المنافسات الدولية في كرة القدم في فئة كرة قدم تحت 17 سنة للرجال، يديريه اتحاد سلوفاكيا لكرة القدم.